# Vara de marmelo
A vara de marmelo é uma parte do galho do marmeleiro de consistência flexível e resistente, fora bastante utilizada no passado para punir escravos ou crianças indisciplinadas, tanto pelos pais quanto pelos professores. Normalmente mantinha-se a pessoa que recebia a punição com as nádegas desnudas, sobre as quais eram desferidos os golpes. Tais golpes ocasionam uma sensação de dor pungente e penetrante.
Deve-se ter em consideração que o uso da vara de marmelo era considerado um castigo corporal pesado, atendendo que era um instrumento considerado mais doloroso que a palmatória ou o cinto. Uma sova de vara de marmelo podia deixar a criança espancada com cicatrizes para o resto da vida.